# Oskar Thiede
Oskar Thiede (* 13. Februar 1879 in Wien; † 22. November 1961 ebenda) war ein österreichischer Bildhauer und Medailleur.

## Leben

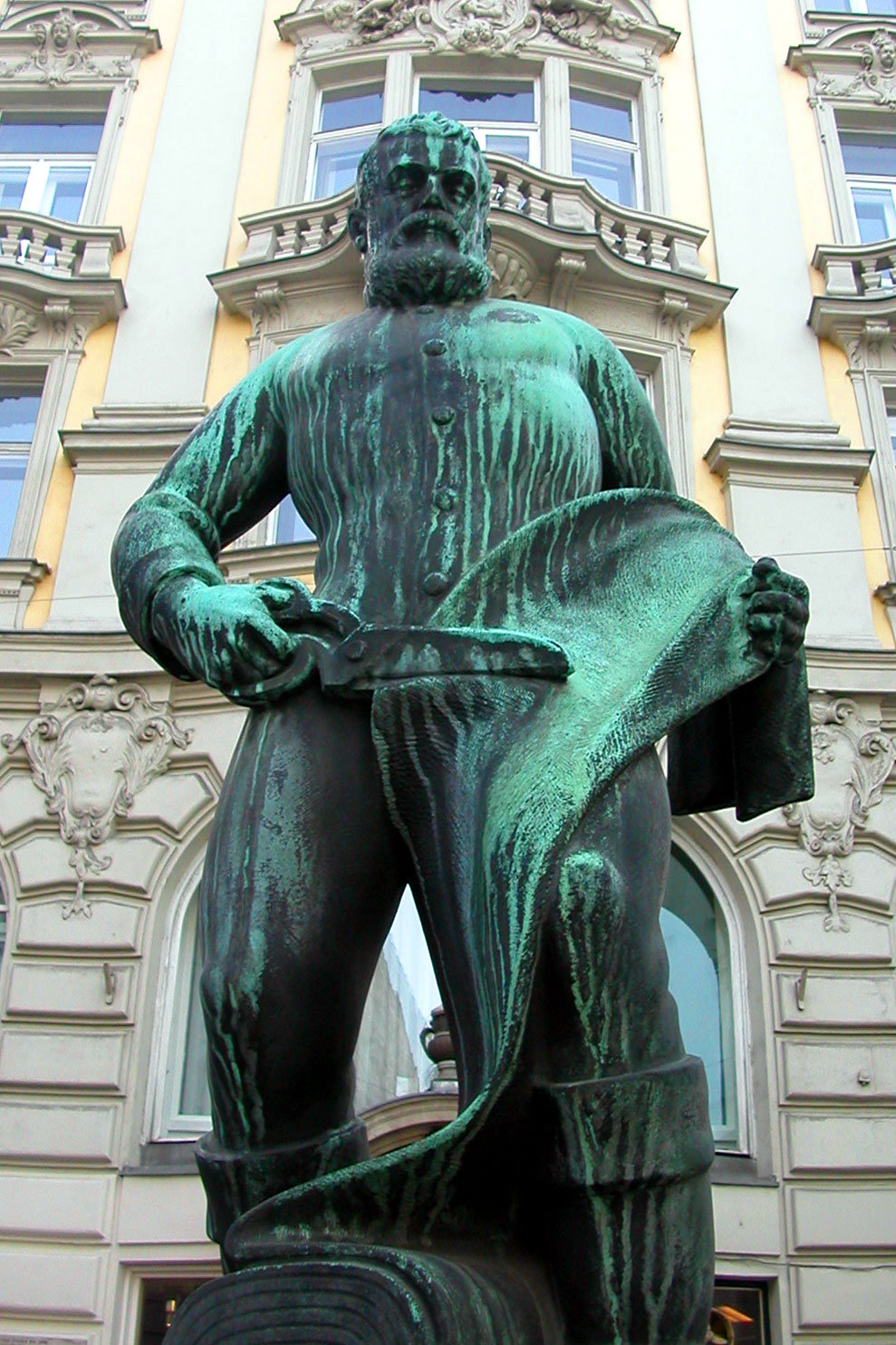
Tuchmacherbrunnen von 1929, vor Tuchlauben Nr. 8, 1010 Wien

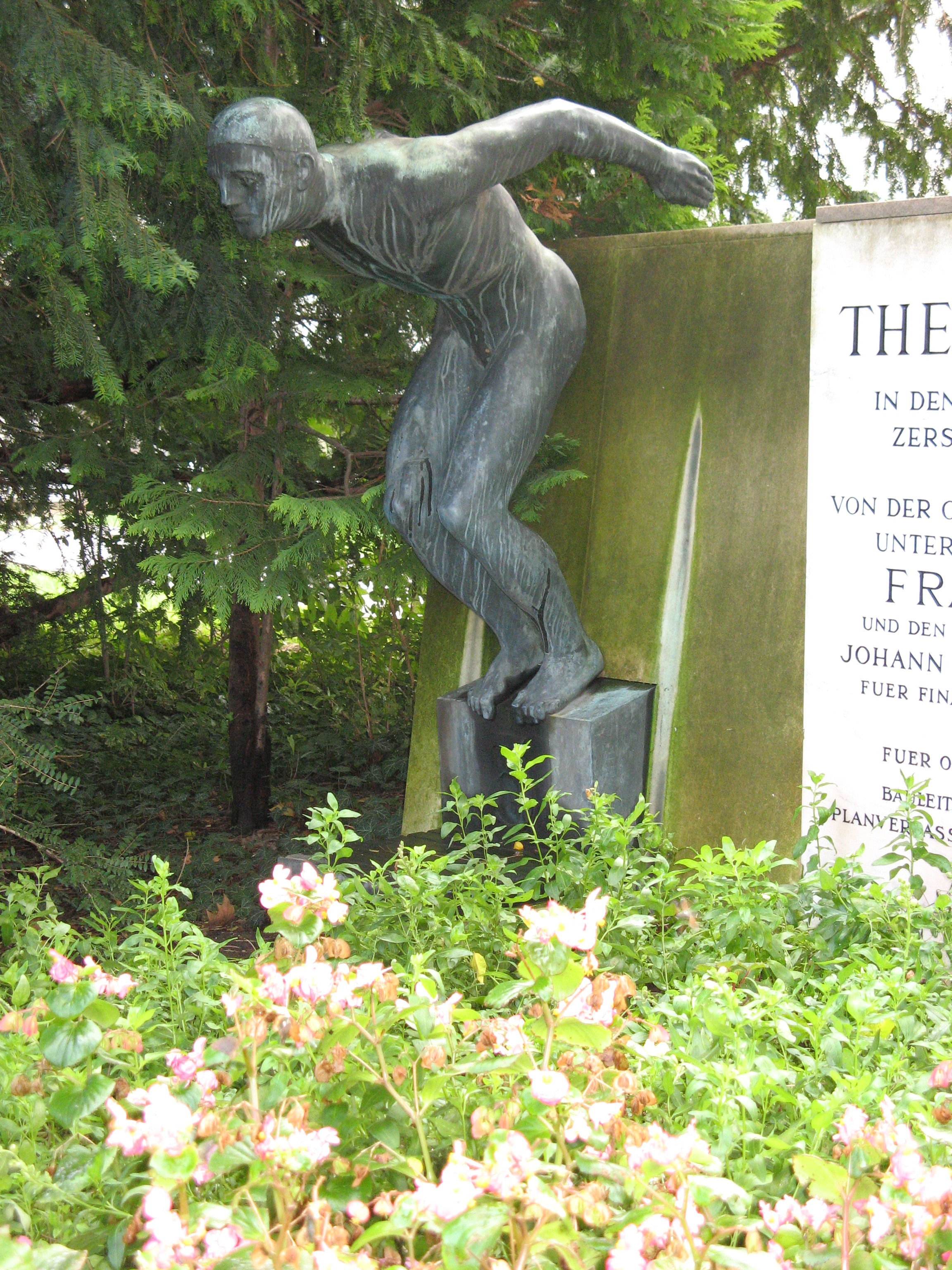
Schwimmer im Theresienbadpark

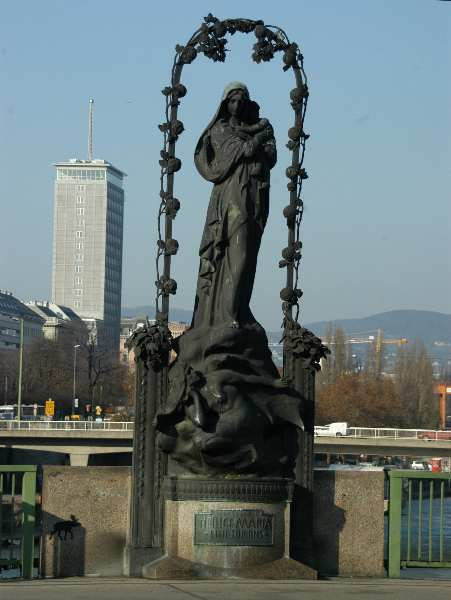
Madonna auf der Marienbrücke (Wien)

Oskar Thiede studierte an der Wiener Kunstgewerbeschule und später an der Akademie der bildenden Künste bei Edmund Hellmer, Hans Bitterlich und Stefan Schwartz. Zusammen mit Künstlerkollegen wie Ferdinand Andri, Siegmund L’Allemand, Alfred Roller, Christian Griepenkerl und anderen war er Mitglied der deutschnationalen und schlagenden Verbindung Deutscher Kunstakademiker Athenaia, einer Hauskorporation an der Akademie der bildenden Künste in Wien.
Ab 1912 arbeitete er als freischaffender Künstler. 1915 wurde er Mitglied des Künstlerhauses, dem er ab 1933 auch als Vizepräsident vorstand. Nach mehreren Studienaufenthalten im Ausland wurde er während des Ersten Weltkriegs Medailleur in der Kunstgruppe (Eintritt am 19. November 1915) des k.u.k. Kriegspressequartiers. Aus dieser Zeit befinden sich 40 Plaketten und Medaillen in den Beständen des Wiener Heeresgeschichtlichen Museums.
Nach dem Ersten Weltkrieg unterrichtete Thiede an der Fachschule für Ziseleure, wurde Vorstand der Lehrkanzel für Architekturplastik an der Technischen Universität und 1932 zum Professor ernannt. Seine Mitgliedschaft in der NSDAP ist belegt und die Tatsache, dass er 1934 zumindest in engerem Kontakt zu den illegalen Mitarbeitern der NSDAP stand, ist unbestritten.
Seine Objekte befinden sich auf vielen öffentlichen Plätzen, Gebäuden und Wohnhausanlagen in Wien und Eisenstadt, sowie auf Kraftwerken. Daneben schuf er eine Vielzahl von Porträtbüsten, Kleinplastiken und Medaillen. Thiede war von 1937 bis 1944, außer 1940 und 1943, auf allen Großen Deutschen Kunstausstellungen in München vertreten, 1944 mit einer Bronze-Büste des österreichischen Nazi-Führers Hanns Blaschke.
Er erhielt eine Vielzahl von Auszeichnungen und Preisen. So erhielt er unter anderem 1948, als letztmals Bewerbe für Künstler bei den Olympischen Spielen in London stattfanden, die Silbermedaille für Österreich. 1956 wurde er Ehrenmitglied der Wiener akademischen Burschenschaft Moldavia.
Seine Ateliers hatte er in Mariahilf und in Mauer, er wird in den betreffenden Bezirksmuseen gewürdigt.
Er starb im Alter von 82 Jahren und wurde auf dem Friedhof Mauer (Gruppe 32, Reihe 2, Grabnummer 3) im Familiengrab seiner Frau Alice Thiede (geb. Göhring) beigesetzt.

## Auszeichnungen
- 1924 Große Goldene Medaille des Künstlerhauses Wien
- 1948 Silberne Medaille der Olympiade London
- 1949 Ehrenpreis der Stadt Wien
- 1952 Silberne Medaille der Olympiade Helsinki

## Werke
Öffentliche Werke:
- 1928, Tuchmacherbrunnen auf den Tuchlauben, 1. Wiener Gemeindebezirk[11]
- 1929, Bronzefigur des Volksschauspielers Johann Nestroy, erster Aufstellungsort Nestroyplatz an der Praterstraße, 2. Bezirk, später Penzinger Straße 9 (Hof des Max-Reinhardt-Seminars), 14. Bezirk, seit 1983 vor dem Haus Praterstraße 17 (Abzweigung der Zirkusgasse), 2. Bezirk[12]
- 1934, "Jahreszeiten", Figuren beim Eingang der Otto-Glöckel-Schule, 13. Bezirk[13]
- 1935, Denkmal der Arbeit, mit dem Architekten Alfred Chalousch[14]
- 1945, Madonna auf der Marienbrücke über den Donaukanal, 2. Bezirk
- 1955, Schwimmer, Theresienbadpark, 12. Bezirk[15]
- "Der Schmied" in der Wohnhausanlage der Stadt Wien, 14., Phillipsgasse 8 / Penzinger Straße 35–37, Penzing[16]
- Figuren des Mausoleums von Joseph Haydn in Eisenstadt (ein Modell dazu befindet sich heute im Bezirksmuseum von Mariahilf, 6. Bezirk)[17]
- Gedenktafeln Friedrich Ludwig Jahn am Grazer Rathaus[18]
- Pieta, Marmorplastik in der Friedhofskirche zum heiligen Karl Borromäus am Zentralfriedhof, 11. Bezirk[19]
- Heilige Brigitta, Familienasyl St. Brigitta, Adalbert-Stifter-Straße 69–71, 20. Bezirk[20]
- Zierbrunnen im Thuryhof, Wohnhausanlage der Gemeinde Wien, 9., Marktgasse 3–7[21]

Kleinplastiken und Medaillen:
- 1908, Ziselierung der Figur als Teil eines Mosaiks mit Glas, Perlmutt und Metall von Leopold Forstner, Wiener Werkstätte[22]
- 1912, Amorplakette mit Stock und Herzen, Bronze, 5 cm
- 1914, Bozzetto für ein Denkmal für den "Reformator des gewerblichen Unterrichtes Herrn k.k. Sektions-Chef Ernst Pliwa"[23]
- 1914/18, Reliefplakette/Gedenkplatte auf die Heeresgruppe Böhm-Ermolli, Kupfer, Durchmesser 24,5 cm, Heeresgeschichtliches Museum, Wien 3.
- 1916, Reliefplakette mit einer Ansicht von Galizien, Messingguss, Durchmesser 20 cm, Heeresgeschichtliches Museum, Wien 3.
- 1916, Reliefplakette Alfred Freiherr von Waldstätten, Messingguss, Durchmesser 20 cm, Heeresgeschichtliches Museum, Wien 3.
- 1916, Reliefplakette Theodor Ritter von Zeynek, Messingguss, Durchmesser 19,5 cm, Heeresgeschichtliches Museum, Wien 3.
- 1916, Josef Ritter Roth von Limanowa–Lapanow (21. Oktober 1859 – 9. April 1927)
- 1917, Reliefplakette Rudolf Pawlowsky, Messingguss, Durchmesser 20 cm, Heeresgeschichtliches Museum, Wien 3.
- 1949, Ehrenmedaille der Bundeshauptstadt Wien
- 1950, "Stephansgroschen", Spendenmünze, 2,7 cm, Aluminium, Kupfer; Silber[24]
- 1960, Ehrenmedaille für den Pharmazeutischen Militär-Kameradschaftsbund[25]
- Theaterbesucherin, Bronze, 30 cm, Wien Museum[26]
- "Rosenkavalier", Bronze, 18 cm
- "Der säende Ungar", Bronze, 24 cm[27]
- "Zwei Schwimmer am Start", Sportplakette, 5 cm

Versteigerungen:
- 1920, "Heiliger Christophorus mit Jesuskind", 42,7 cm;[29]
- "Auf den Weg ins Theater", Bronze 32 cm[30]
- Krieger, Metall, 35,5 cm[31]
- Krieger, Metall, 28,5 cm[32]
- Kopf, Metall, 44 cm[32]